# 丁赤飚
丁赤飚（1969年7月—），男，中国信号与信息处理专家，中国科学院空天信息创新研究院研究员、博士生导师，主要从事合成孔径雷达、遥感卫星地面处理和应用系统研究工作。2021年当选为中国科学院院士，现任中国科学院副院长、党组成员，曾任中国科学院电子学研究所副所长、空天信息创新研究院副院长、重大科技任务局局长。